# Болтия
Болтия (на словенски: Boltija) е село в Словения, Средна Словения, община Лития. Според Националната статистическа служба на Република Словения през 2015 г. селото има 30 жители.